# Un peuple en marche
Pour plus de détails, voir Fiche technique et Distribution.
Un peuple en marche (شعب زاحف, Shaeb zahif) est un film documentaire algérien réalisé collectivement par René Vautier, Ahmed Rachedi, Nacer Guenifi, Héléna Sanchez, Sidi Boumédienne, Mohamed Guennez, Allal Yahiaoui, Mohamed Bouamari, André Dumaître, Taïbi Mustapha Bellil, sortie en 1963.

## Synopsis
En 1962, René Vautier monte avec des amis algériens un centre de formation audiovisuelle pour promouvoir un « dialogue en images » entre les deux camps. Sous son égide est réalisé un film, partiellement détruit par la police française. Les images qu’ils ont pu sauver constituent un document historique rare : elles retracent la guerre d’Algérie, racontent l’histoire de l’ALN (Armée de libération nationale) et montrent la vie dans l’après-guerre, notamment la reconstruction dans les villes et les campagnes après l’indépendance. Le film fait un bilan de la guerre d’Algérie et des espoirs post indépendance nourris de socialisme. Une Algérie nouvelle, libérée du joug du colonisateur, en marche vers l’avenir et la reconstruction.

## Fiche technique
- Titre français : Un peuple en marche
- Titre original : شعب زاحف (Shaeb zahif)
- Réalisation et image : René Vautier, Ahmed Rachedi, Nacer Guenifi, Héléna Sanchez, Sidi Boumédienne, Mohamed Guennez, Allal Yahiaoui, Mohamed Bouamari, André Dumaître, Taïbi Mustapha Bellil
- Montage : Sylvie Blanc
- Sociétés de production : Centre Audiovisuel Algérien
- Sociétés de distribution : Télévision Algérienne
- Pays d'origine : Algérie
- Langues originales : arabe et français
- Format : noir et blanc
- Genre : Documentaire
- Durée : 55 minutes
- Dates de sortie : 
  -  Algérie : 1963
  -  France : 1963